# Municipio de Shieldsville
El municipio de Shieldsville (en inglés: Shieldsville Township) es un municipio ubicado en el condado de Rice en el estado estadounidense de Minnesota. En el año 2010 tenía una población de 1137 habitantes y una densidad poblacional de 12,02 personas por km².

## Geografía
El municipio de Shieldsville se encuentra ubicado en las coordenadas 44°19′11″N 93°29′25″O / 44.31972, -93.49028. Según la Oficina del Censo de los Estados Unidos, el municipio tiene una superficie total de 94.57 km², de la cual 83,43 km² corresponden a tierra firme y (11,77 %) 11,13 km² es agua.

## Demografía
Según el censo de 2010, había 1137 personas residiendo en el municipio de Shieldsville. La densidad de población era de 12,02 hab./km². De los 1137 habitantes, el municipio de Shieldsville estaba compuesto por el 98,33 % blancos, el 0,26 % eran afroamericanos, el 0,09 % eran amerindios, el 0,35 % eran asiáticos, el 0,88 % eran de otras razas y el 0,09 % eran de una mezcla de razas. Del total de la población el 1,76 % eran hispanos o latinos de cualquier raza.